# سيغوندو كاستيلو فاريلا
سيغوندو كاستيلو فاريلا (بالإسبانية: Segundo Castillo Varela) (17 يوليو 1913 في بيرو - 1 أكتوبر 1993 في بيرو) هو مدرب كرة قدم ولاعب كرة قدم تشيلي وبيروفي في مركز الوسط، شارك في الألعاب الأولمبية الصيفية 1936. وشارك مع منتخب بيرو لكرة القدم ومنتخب تشيلي لكرة القدم. أما مع النوادي، فقد لعب مع الجامعي دي بيرو وإنديبندينتي ميديلين ونادي لانوس وديبورتيفو مانيسيبال ‏ وديبورتيس ماجالانز وسبورت بويز وClub Unión Callao de Deportes ‏ وUnión Buenos Aires ‏.

## وصلات خارجية
- سيغوندو كاستيلو فاريلا على موقع الاتحاد الدولي (مؤرشف)  (الإنجليزية)
- سيغوندو كاستيلو فاريلا على موقع قاعدة بيانات كرة القدم.إي يو (الإنجليزية)
- سيغوندو كاستيلو فاريلا على موقع ناشيونال فوتبول تيمز (الإنجليزية)
- سيغوندو كاستيلو فاريلا على موقع اللجنة الأولمبية الدولية (الإنجليزية)
- سيغوندو كاستيلو فاريلا على موقع أوليمبيديا (الإنجليزية)